# Bad Ischl
Bad Ischl (do 1906 Ischl) – miasto uzdrowiskowe w środkowej Austrii, w kraju związkowym Górna Austria, w powiecie w Gmunden. Leży w Alpach Salzburskich, nad rzeką Traun (dopływ Dunaju). Liczy ok. 13,8 tys. mieszkańców.
W mieście znajduje się stacja kolejowa Bad Ischl. 

## Historia
W tym uzdrowisku w sierpniu 1853 r. spotkali i zakochali się cesarz Franciszek Józef I i jego przyszła żona Elżbieta Bawarska. Kurort był też letniskiem wielu kompozytorów, takich jak Johann Strauss, Franz Lehár czy Johannes Brahms.
W 1906 r. Ischl nadano nazwę Bad Ischl. W miejscowości znajduje się willa cesarska tzw. Kaiservilla, będąca letnią rezydencją Franciszka Józefa i Elżbiety. W niej w swoim gabinecie w zachodnim skrzydle 28 lipca 1914 Franciszek Józef po zamachu w Sarajewie podpisał wypowiedzenie wojny Serbii. Wskutek powiązań międzynarodowych ("efekt domina") doprowadziło to do wybuchu I wojny światowej.
W listopadzie 2019 roku Bad Ischl otrzymało tytuł Europejskiej Stolicy Kultury 2024.